# Dra Abu el-Naga

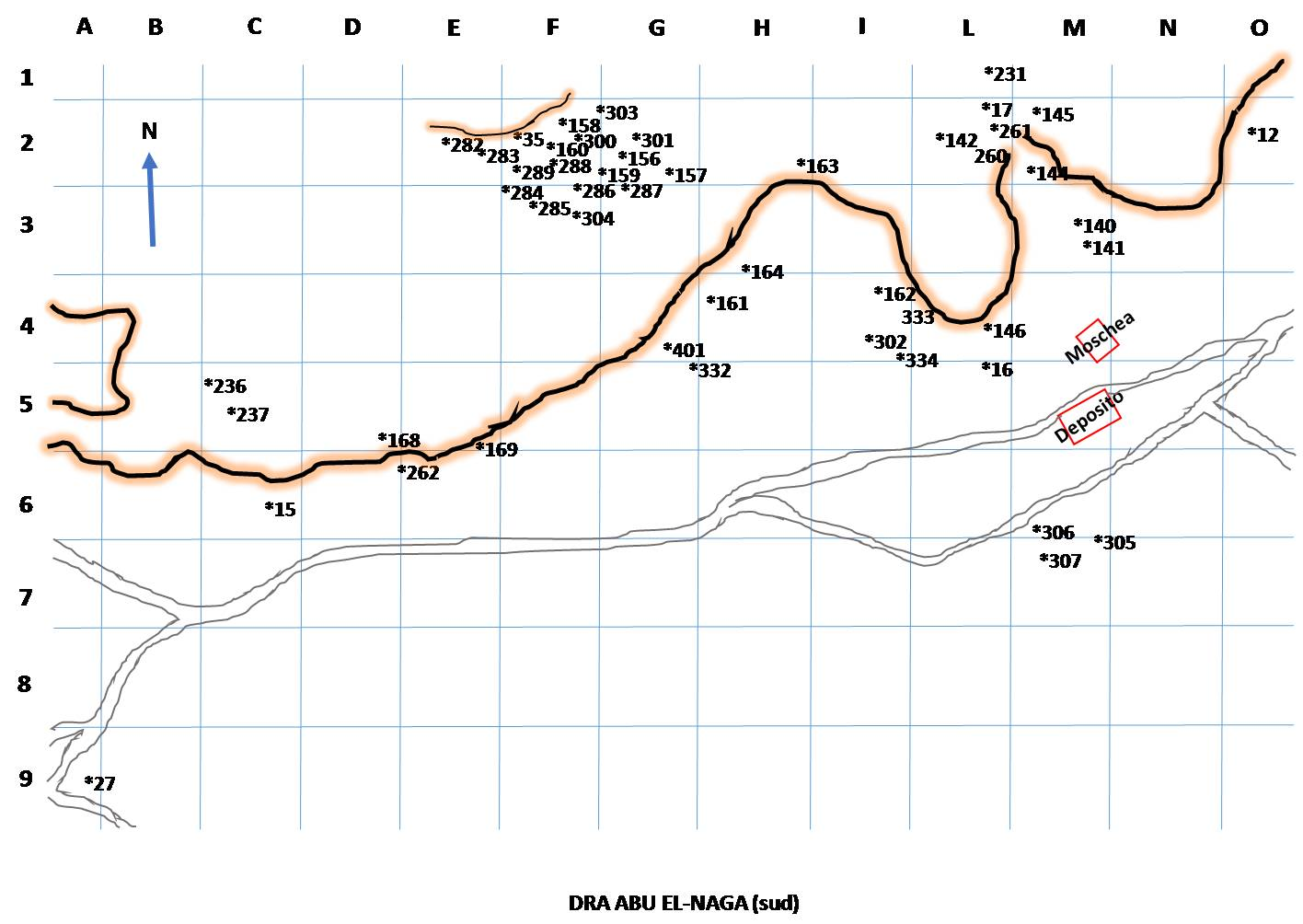
Planimetria schematica dell'area di Dra Abu el-Naga (area sud) con l'indicazione delle Tombe dei Nobili presenti
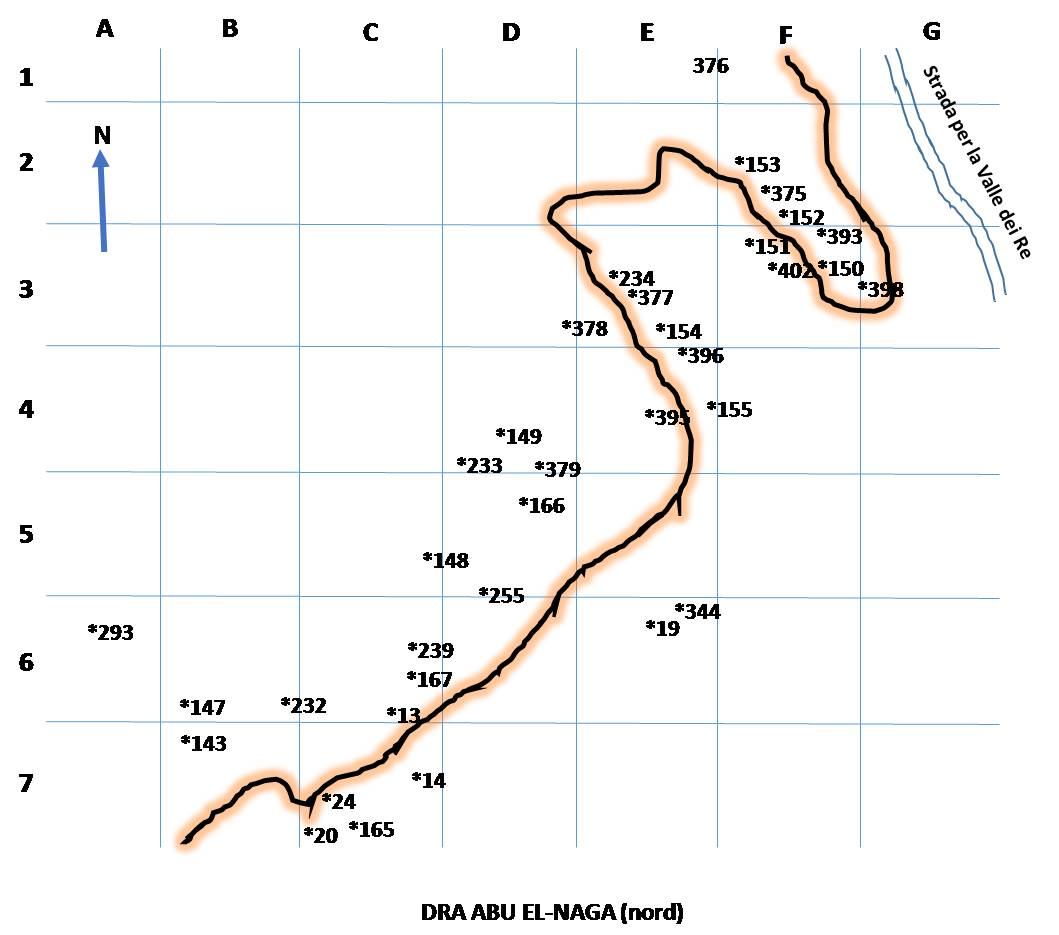
Planimetria schematica dell'area di Dra Abu el-Naga (area nord) con l'indicazione delle Tombe dei Nobili presenti

Dra Abu el-Naga è il nome moderno di una località, rientrante nella più vasta area della Necropoli tebana e, segnatamente di quella ricompresa nel concetto di Tombe dei Nobili,  che ospita una necropoli egizia posta sul lato occidentale del Nilo nei pressi di Tebe, proseguimento ad ovest della necropoli di El-Tarif.
La necropoli è occupata, in special modo, da sepolture ipogee, o tombe a saff, o contrassegnate di piccole piramidi, risalenti alla XVIII, XIX e XX dinastia di funzionari e dignitari della corte faraonica.
Dal 1999 sono state aperte al pubblico due tombe: la TT255 di Roy e la TT13 di Shuroy.

## Tombe della Necropoli
La necropoli ospita 84 tombe specialmente della XVIII, XIX e XX dinastia: 
- TT11	Djehuty	Sovrintendente al tesoro
- TT12	Hery	Sovrintendete ai granai della regina e madre del re Ahhotep
- TT13	Shuroy	Capo dei portatori di altare di Amon
- TT14	Hury	Prete puro di Amenhotep
- TT15	Tetiky	Figlio del re, Sindaco della Città del Sud
- TT16	Panehsy	Prete di Amenhotep
- TT17	Nebamon	Scriba e medico del re
- TT18	Baki	Capo pesatore dell'oro di Amon
- TT19	Amenmose	Primo profeta del cortile esterno di Amenhotep
- TT20	Mentuherkhepshef	Sindaco di Qusiya (Abusir)
- TT35	Bakenkhons	Primo Profeta di Amon
- TT140	Kefia, detto anche Neferronpet	Orafo e scultore di ritratti
- TT141	Bakenkhons	Sacerdote Wab dinanzi ad Amon
- TT142	Samut	Supervisore dei lavoratori di Amon-Ra a Karnak
- TT143	sconosciuto	-
- TT144	Nu	Supervisore dei laboratori
- TT145	Nebamon	Comandante degli arcieri
- TT146	Nebamon	Supervisore ai granai di Amon; contabile del grano; "Iny" della Sposa Reale
- TT147	Heby e sconosciuto	Scriba del censimento del bestiame di Amon nell'Alto e Basso Egitto; Capo dei saggi di Karnak
- TT148	Amenemopet	Prete di Amon
- TT149	Amenmose	Scriba reale delle tavole del Signore delle Due terre; supervisore dei cacciatori di Amon
- TT150	Userhet	Supervisore del bestiame di Amon
- TT151	Hety	Scriba del censimento del bestiame della Sposa reale di Amon; amministratore della Sposa reale di Amon
- TT152	sconosciuto	-
- TT153	sconosciuto	-
- TT154	Taty	Coppiere
- TT155	Intef	Grande araldo del re
- TT156	Pennesuttawy	Capitano delle truppe, Governatore delle terre meridionali
- TT157	Nebwenenef	Primo Profeta di Amon
- TT158	Thonefer	Terzo Profeta di Amon
- TT159	Raia	Quarto Profeta di Amon
- TT160	Besenmut	Vero amico del re
- TT161	Nakht	Portatore delle offerte floreali di Amon
- TT162	Kenamon	Sindaco di Tebe; Supervisore ai granai di Amon
- TT163	Amenemhat	Sindaco di Tebe; Scriba reale
- TT164	Intef	Scriba delle reclute
- TT165	Nehemaway	Orafo
- TT166	Ramose	Supervisore del lavori in Karnak; Supervisore del bestiame
- TT167	sconosciuto	-
- TT168	Any	Padre divino dalle mani nette; Lettore scelto del Signore degli dei
- TT169	Senena	Capo degli orafi di Amon
- TT231	Nebamun	Scriba; contabile del grano di Amon nel granaio delle divine offerte

- TT232	Tharwas	Scriba del divino sigillo del tesoro di Amon
- TT233	Saroy (e Amenhotep)	Scriba reale della tavola delle offerte del Signore delle Due Terre; Scriba reale dei pasti del re; Depositario dei documenti alla presenza del re; Organizzatore delle feste; contabile del bestiame nel dominio di Amon; messaggero reale; Supervisore dei cacciatori di Amon
- TT234	Roy	Sindaco
- TT236	Hornakht	Secondo Profeta di Amon; Supervisore del tesoro di Amon
- TT237	Wennefer	Capo dei preti lettori
- TT239	Penhet	Supervisore delle terre settentrionali
- TT24	Nebamun	Amministratore della regina del re Nebtu
- TT241	Ahmose	Scriba delle divine parole; Capo dei misteri nella casa del mattino
- TT255	Roy	Scriba reale; amministratore dei possedimenti di Horemheb e Amon
- TT260	User	Scriba pesatore di Amon; Supervisore dei campi di Amon
- TT261	Khaemwaset	Prete "wab" di re Amenhotep I
- TT262	sconosciuto	Supervisore dei campi
- TT281	Monthuhotep Sankhkare	-
- TT282	Anhernakht	Capo degli arcieri; Supervisore delle Terre meridionali
- TT283	Roma, detto anche Roy	Primo Profeta di Amon
- TT284	Pahemnetjer	Scriba delle offerte di tutti gli dei
- TT285	Iny	Capo dei magazzini di Mut
- TT286	Niay	Scriba della tavola
- TT287	Pendua	Prete "wab" di Amon
- TT288	Bakhenkhons	Scriba del divino libro di Khonsu
- TT289	Setau	Viceré di Kush; Supervisore delle terre meridionali; Capo degli arcieri di Kush
- TT293	Ramessenakhte	Primi Profeta di Amon
- TT300	Anhotep	Viceré di Kush
- TT301	Hori	Scriba della tavola del re nel dominio di Amon
- TT302	Paraemheb	Supervisore del magazzino
- TT303	Paser	Capo del magazzino di Amon; Terzo Profeta di Amon
- TT304	Piay	Scriba delle offerte alla tavola di Amon; Scriba del Signore delle Due Terre
- TT305	Paser	Prete "wab" di Amon
- TT306	Irdjanen	Apritore delle porte nel dominio di Amon
- TT307	Thonefer	-
- TT332	Penrenutet	Capo guardiano del granaio nel dominio di Amon
- TT333	sconosciuto	-
- TT334	sconosciuto	-
- TT344	Piay	Supervisore del bestiame
- TT375	sconosciuto	-
- TT376	sconosciuto	-
- TT377	sconosciuto	-
- TT378	sconosciuto	-
- TT379	sconosciuto	-
- TT401	Nebseny	Supervisore degli orafi di Amon
- TT402	sconosciuto	-
- TT403	Merymaat	Scriba del tempio

### Tombe "perdute"
È noto inoltre che la necropoli ospiti altre 28 tombe, risalenti alle stesse dinastie, ma di queste si sono perse le tracce poiché non idoneamente identificate topograficamente. Le stesse, perciò, sono prive di specifica numerazione e contrassegnate dalla lettera "A" iniziale:
- A1	Amenemhat	Prete Kha
- A2	sconosciuto	-
- A3	Ruru	Capo della polizia
- A4	Wensu	Contabile del grano
- A5	Neferhotep	Supervisore ai granai
- A6	Thutnefer Seshu	Supervisore delle aree paludose
- A7	Amenhotep	Contabile
- A8	Amenemheb	Sindaco di Tebe
- A9	sconosciuto	-
- A10	Thutnefer	Supervisore al tesoro
- A11	Khamwaset	-
- A12	Nebwenenef	Supervisore agli abitanti delle paludi nel dominio di Amon
- A13	Paimes	Ispettore dei magazzini dei doni
- A14	sconosciuto	-
- A15	Amenemheb	Capo portinaio dei domini di Amon
- A16	Thuthotep	Supervisore della tenuta in Tebe
- A17	Userhat	Responsabile dei controllori dei granai del dominio di Amon
- A18	Amenemipet	Capo degli scribi del dominio di Amon
- A19	Amenhotep	Sindaco di Tjeny (Thinis)
- A20	Nakht	Supervisore dei granai di Amon
- A21	sconosciuto	-
- A22	Neferhebef	Contabile dei granai
- A23	Penaashefyt	Supervisore al tesoro
- A24	Samut	Secondo prete di Amon
- A25	sconosciuto	-
- A26	sconosciuto	-
- A27	Say	Scriba presso l'altare del re
- A28	Nakht (?)	-